# Фтортрихлоргерман
Фтортрихлоргерман — неорганическое соединение,
фтор- и хлорпроизводное германа с формулой GeFCl3,
бесцветная жидкость,
гидролизуется водой.

## Получение
- Реакция в вакууме хлорида германия(IV) и фторида сурьмы(III) в присутствии хлорида сурьмы при 75°С. Образуется смесь продуктов GeFCl3, GeF2Cl2, GeF3Cl, которые разделяют фракционной перегонкой.

## Физические свойства
Фтортрихлоргерман — бесцветная жидкость, разлагается уже при комнатной температуре.
На воздухе сильно дымит, имеет «чесночный» запах.
Медленно разъедает стекло.
Растворяется в этаноле.

## Химические свойства
- Разлагается при нагревании:

{\displaystyle {\mathsf {4GeFCl_{3}\ {\xrightarrow {}}\ GeF_{4}+3GeCl_{4}}}}
- Гидролизуется водой:

{\displaystyle {\mathsf {GeFCl_{3}+2H_{2}O\ {\xrightarrow {}}\ GeO_{2}+HF+3HCl}}}